# 府尹
府尹為中國古代官制之一，屬於地方官制。
府尹為一府之主官，總管府事，通常为京城或陪都所设，此制始建於唐朝，唐朝把西都(京兆府)、東都(河南府)、北都(太原府)、鳳翔府、成都府、河中府、江陵府、興元府、興德府九府各設「尹」一名，是常置最高長官，其下有「少尹」二名為副。宋朝承唐制在四京－東京開封府、西京河南府、北京大名府、南京應天府設府尹一職，但多數時候四京長官只是權知府事，例如有包青天之稱包拯，在影視作品上稱為開封府尹，實際上只是開封府權知府事，宋朝其他府長官則為權知府事，明朝燕京地區，轄四路廳，廿四州縣的順天府的主官就是順天府府尹。府尹品等為正三品，轄下有分掌教令的府丞、治中、通判等等。

## 历史上的府尹

### 應天府尹
明初定都金陵，称应天府。洪武初年，應天府設知府、同知、通判及經歷、知事、照磨等官。後添設治中、推官。洪武三年、陞格為正三品衙門。賜銀印。同時，將知府改為府尹。同知更為府丞。洪武二十七年、添設檢校。后應天府尹是南京的治安与政务的最高行政长官,相当于现在的南京市市长，为正三品。
應天府的官僚机构略同于顺天府。

### 顺天府尹
永乐迁都燕京，称顺天府。顺天府尹是北京的治安与政务的最高行政长官,相当于现在的北京市市长，为正三品.
它是有着跟御史台、步军统领衙门、九门提督府等衙门有几乎相等的权限。而且，顺天府还有承接全国各地诉状的资格，相当于一个小刑部。
虽然顺天府阶层不高，很难在众多的事情上做出最后的决断，可是，顺天府尹却可以直接上殿面君。亦即顺天府尹可以通过皇帝，影响众多衙门的决议，插手众多中央部门的事务，且不算越权。

### 奉天府尹
清初，盛京地方设辽阳府，顺治十四年（公元1657年）改为奉天府，设府尹1人以管理盛京地方之事。乾隆二十七年（公元1762年）规定，由盛京将军节制。乾隆三十年（公元1765年），改派盛京六部侍郎1人兼管。光绪二年（公元1876年）又改由盛京将军兼管，府尹加二品衔，以右副都御史行巡抚事。据《光绪会典》卷74所载，奉天府所属仅有二府、四厅、五州、十四县。至光绪间增至五府，四厅、六州、二十六县。
五府：锦州府、昌图府、新民府、海龙府、兆南府。
四厅：凤凰直隶厅、兴京厅、金州厅、营口厅。
六州、辽阳州、复州、宁远州、义州、岫岩州、辽源州。
二十六县：承德县、兴仁县、海城县、盖平县、开原县、铁岭县、镇安县、彰武县、东平县、西丰县、西安县、柳河县、锦县、绥中县、广宁县、怀德县、奉化县、康平县、安东县、宽甸县、通化县、临江县、怀仁县、缉安县、靖安县、开通县。
奉天府的官僚机构略同于顺天府。